# (2076) Levin
(2076) Levin est un astéroïde de la ceinture principale.

## Description
(2076) Levin est un astéroïde de la ceinture principale. Il fut découvert le 16 novembre 1974 à Harvard par l'observatoire de l'université Harvard. Il présente une orbite caractérisée par un demi-grand axe de 2,27 UA, une excentricité de 0,15 et une inclinaison de 5,0° par rapport à l'écliptique.

## Compléments